# Law & Order (seizoen 11)
Dit artikel vat het elfde seizoen van Law & Order samen.

## Hoofdrollen
- Jerry Orbach - hoofdrechercheur Lennie Briscoe
- Jesse L. Martin - rechercheur Ed Green
- S. Epatha Merkerson - inspecteur Anita Van Buren
- Sam Waterston - eerste hulpofficier van justitie Jack McCoy
- Angie Harmon - hulpofficier van justitie Abbie Carmichael
- Dianne Wiest - officier van justitie Nora Lewin

## Terugkerende rollen
- J.K. Simmons - dr. Emil Skoda
- Leslie Hendrix - dr. Elizabeth Rodgers
- Michael Mulheren - rechter Sheldon Taylor
- David Lipman - rechter Morris Torledsky

## Afleveringen
| Aflevering | Titel                         | Regisseur          | Schrijver                                | Uitzenddatum     | Selectie gastrollen |
| --- | ----------------------------- | ------------------ | ---------------------------------------- | ---------------- | --- |
| 1. | Endurance                     | Constantine Makris | Matt Witten                              | 18 oktober 2000  | Megan Follows - Megan Parnell John Costelloe - Colin Parnell Brian Delate - Harris Sakina Jaffrey - dr. Balikrishan Rudy Giuliani - burgemeester Rudy Giuliani |
| Wanneer een jongen met desintegratiestoornis van de kinderleeftijd sterft tijdens een brand starten Green en Briscoe een onderzoek. Zij verdenken zijn moeder die zeer gefrustreerd en zeer gestrest was. Deze zaak weegt zwaar op de consistentie van McCoy. |                               |                    |                                          |                  | |
| 2. | Turnstile Justice             | Richard Dobbs      | Barry Schindel                           | 25 oktober 2000  | Jack Gilpin - mr. Axtell Victor Slezak - Philip Andrews Raymond Anthony Thomas - Brian Gallant Ty Burrell - Paul Donatelli Lynn Cohen - rechter Elizabeth Mizener |
| Wanneer een vrouw dood wordt gevonden op een metrostation gaan Green en Briscoe op onderzoek uit. Zij verdenken een dakloze en plaatsen hem onder arrest, McCoy wil hem nu voor de rechter brengen. In de rechtszaak ontdekt McCoy dat de gezondheidszorg hem niet de juiste medicijnen heeft gegeven vanwege bezuinigingen, nu krijgt hij opdracht om de gezondheidszorg te vervolgen voor de dood van de vrouw. |                               |                    |                                          |                  | |
| 3. | Dissonance                    | Lewis H. Gould     | Wendy Battles                            | 1 november 2000  | Ronald Guttman - Carl Reger Jan Maxwell - Marian Reger Ritchie Coster - Jorgan Stern Stephen Singer - Rafael Kessler George Grizzard - Arthur Gold Terry Serpico - Jay Brannigan Ron McLarty - rechter William Wright                                                 |
| Wanneer een jonge violiste wordt vermoord gaan Green en Briscoe op onderzoek uit. Zij ontdekken dat zij een affaire had met de dirigent van het orkest en dat haar collega’s jaloers waren op haar snelle carrière in het orkest. In de rechtszaak moet Lewis ingrijpen als blijkt dat de rechter vooroordelen heeft tegen McCoy. |                               |                    |                                          |                  | |
| 4. | Standoff                      | Jace Alexander     | P.K. Todd                                | 8 november 2000  | Matt Mulhern - Pete Bennett Ned Eisenberg - James Granick Alison Bartlett - Angela Donahue Thomas G. Waites - Lewis Webber Isiah Whitlock jr. - Navarro Otto Sanchez - Hector Diaz Donna Hanover - rechter Deborah Burke                                              |
| Wanneer een gevangene in de gevangenis wordt vermoord gaan Green en Briscoe op onderzoek uit. Zij verdenken een gevangenenbewaarder die een confrontatie had geregeld met de gevangene en zijn moordenaar, dit omdat het slachtoffer zijn collega en vriendin heeft verkracht. |                               |                    |                                          |                  | |
| 5. | Return                        | Stephen Wertimer   | Aaron Zelman                             | 15 november 2000 | Evan Handler - Eli Becker Sam Schacht - Nathan Becker Bruce Altman - Brad Feldman Joe Maruzzo - Sal Bonafiglio Lynne Charnay - Rose Caplan Rick D. Wasserman - David Caplan                                                                                           |
| Wanneer een winkeleigenaar wordt vermoord, gaan Green en Briscoe op onderzoek uit. Als zij een verdachte hebben dan vlucht hij net voor zijn arrestatie naar Israël, nu moet McCoy proberen om hem terug te krijgen. Het kan gebeuren dat de verdachte beschermd wordt door het uitleveringsverdrag van Israël. Ondertussen heeft McCoy ook zijn handen vol aan de Joodse bevolkingsgroep in New York om hen tevreden te stellen. |                               |                    |                                          |                  | |
| 6. | Burn, Baby, Burn              | David Platt        | Richard Sweren                           | 22 november 2000 | Joe Morton - Leon Chiles Al Sapienza - politieagent Chuck Cooper - Rolando August Dan Lauria - Joe Strudevant Clarence Williams III - Latiff Miller Mike Hodge - rechter Delano Burns                                                                                 |
| Een gemeenschapsactivist wordt beschuldigd van de moord op een politieagent. De verdachte was vroeger lid van Black Panthers en verklaart dat hij zichzelf wilde beschermen vanwege de historie van politiegeweld tegen Afro-Amerikanen. Tijdens de rechtszaak vraagt Green zich af of hij nog de integriteit heeft voor zijn werk, als hij merkt dat de rechtszaak erg politiek geladen wordt. |                               |                    |                                          |                  | |
| 7. | Amends                        | Matthew Penn       | William N. Fordes                        | 29 november 2000 | Ron Leibman - Barry Nathanson Ken Marks - Michael Sarno Remak Ramsay - ambassadeur Peter Sarno Tom Aldredge - Charlie Curren James Hanlon - Charlie Curran Brad Sullivan - Tommy Brannigan Shawn Elliott - rechter Joseph Rivera Merwin Goldsmith - rechter Ian Feist |
| Onder druk van de minister van Justitie moet er een nieuw onderzoek komen voor een zaak uit 1981. De zaak was toen in handen van de baas van Briscoe, deze is nu met pensioen. Een zoon van een ambassadeur wordt hoofdverdachte maar het belangrijkste bewijs is verdwenen en verder onderzoek onthult dat het bewijs niet per ongeluk is zoekgeraakt. |                               |                    |                                          |                  | |
| 8. | Thin Ice                      | Jace Alexander     | Bernard Goldberg                         | 20 december 2000 | Dennis Boutsikaris - Al Archer Geoffrey Wigdor - Keith Taylor Harley Venton - Raymond 'Ray' Taylor Isabel Glasser - Patty Taylor Richard Venture - Douglas Greer Jesse McCartney - Danny Driscoll                                                                     |
| Wanneer een hockeycoach wordt vermoord gaan Green en Briscoe op onderzoek uit. Zij komen uit bij een vader van een hockeyspeler en zijn verweer is dat hij niet verantwoordelijk is voor de moord vanwege ontoerekeningsvatbaarheid, namelijk sportwoede. |                               |                    |                                          |                  | |
| 9. | Hubris                        | Constantine Makris | Kathy McCormick Wendy Battles            | 10 januari 2001  | Tim Guinee - Mark Landry / Richard Morriston Penny Balfour - Carol Gibbons Keir Dullea - Paul Lyman Ana Reeder - Annette Perry Peter McRobbie - rechter Walter Bradley                                                                                                |
| Een assistent manager van een juwelier ontdekt vier lichamen in de winkel en belt de politie, Green en Curtis worden op het onderzoek gezet. Zij vinden een verdachte, het is een charmante oplichter en hij gaat zichzelf verdedigen in zijn rechtszaak. Hij wil de jury voor zich winnen door te flirten met de juryvoorzitster, dit tot grote ergernis van McCoy. |                               |                    |                                          |                  | |
| 10. | Whose Monkey Is It Anyway?    | Vincent Misiano    | William M. Finkelstein                   | 17 januari 2001  | Tricia Paoluccio - Maxine Walden Kevin Isola - George Peavey Tresa Hughes - May Peavey Dennis Creaghan - Liddle David Fonteno - rechter Derek Hafner |
| Wanneer een laboratoriummedewerker wordt gedood door een aap die vrijgelaten is door dierenactivist gaan Green en Briscoe op onderzoek uit. Als zij een verdachte oppakken wil McCoy hem aanklagen in de rechtbank, de rechtszaak verandert al snel in een testcase over dierenrechten en het gebruik van dieren als proefkonijnen. |                               |                    |                                          |                  | |
| 11. | Sunday in the Park with Jorge | James Quinn        | William M. Finkelstein                   | 24 januari 2001  | Victor Anthony - Nestor Salazar Vanessa Aspillaga - mrs. Guzman Paul Austin - Martin Scattergood Paul Calderón - Palmieri Glenn Fitzgerald - Seth Teitel |
| Wanneer een lichaam van een vrouw wordt gevonden, op een feestdag voor Puerto Ricanen, in Central Park gaan Green en Briscoe op onderzoek uit. Het slachtoffer is met veel geweld doodgeslagen, tevens kunnen zij het slachtoffer identificeren. Zij was de vrouw van een jonge miljonair en zij was bezig met een advocaat omdat zij wilde scheiden van haar man, en dit zou de man veel geld kosten. Als de rechercheurs de man onderzoeken komen zij erachter dat hij een alibi heeft, hij was op stap met zijn nieuwe vriendin. Zij gaan de vriendin ondervragen en dan valt hen op dat zij verwondingen heeft in haar nek, zij verklaart dat dit gedaan is door de beste vriend van haar vriend, Seth. Nu zij hun pijlen op Seth richten komt aan het licht dat hij een groot aandeel heeft in het bedrijf van de man en een scheiding zou hem veel geld kosten. Ook verklaart hij dat hij met het slachtoffer in het park was om haar om te praten om de scheiding niet door te zetten. Hierop wordt hij gearresteerd, later komt er een getuige die verteld dat Seth weg ging voor de moord en dat een andere man genaamd Salazar haar heeft vermoord. Salazar verklaart dat het niet zijn bedoeling was om haar te doden maar haar gewoon wilde slaan om zijn agressie kwijt te kunnen. Uiteindelijk wordt hij veroordeeld voor doodslag. |                               |                    |                                          |                  | |
| 12. | Teenage Wasteland             | Constantine Makris | Barry Schindel Aaron Zelman              | 7 februari 2001  | Murphy Guyer - advocate Leslie Stanton Alex Feldman - Mitch Regan Molly Regan - mrs. Regan Jason Ritter - Nick Simms Audrie Neenan - rechter Marilyn Haynes |
| Wanneer een restauranteigenaar doodgeslagen wordt gaan Green en Briscoe op onderzoek uit. Zij komen uit bij drie tieners die uit baldadigheid actie zochten en het slachtoffer in elkaar gingen slaan. McCoy en Lewin willen nu kijken of zij voor de tieners de doodstraf kunnen eisen, zij willen weten wanneer iemand te jong is voor deze straf. |                               |                    |                                          |                  | |
| 13. | Phobia                        | David Platt        | Kathy McCormick Lynn Mamet Wendy Battles | 14 februari 2001 | Catherine Kellner - Celia Goddard Kaiulani Lee - mrs. Goddard David Vadim - Robert Kelly David Pittu - Donald Albers Randy Danson - Susan Powers |
| Wanneer een homoseksuele man dood wordt geslagen, en zijn geadopteerde zoon wordt ontvoerd gaan Green en Briscoe op onderzoek uit. Zij denken dat de biologische vader dit op zijn geweten heeft, zijn zoon ontvoeren en het slachtoffer heeft doodgeslagen uit homohaat. |                               |                    |                                          |                  | |
| 14. | A Losing Season               | Jace Alexander     | Barry Schindel Wendy Battles             | 21 februari 2001 | Kevin Daniels - Chris Cody Dorian Missick - Henry Williams Michael Kenneth Williams - Marcus Cole Liza Lapira - Cheryl Treadwell James Rebhorn - Charles Garnett |
| Wanneer een zwangere vrouw dood wordt gevonden in de kofferbak van een auto gaan Green en Briscoe op onderzoek uit. Zij verdenken op het eerste gezicht de verloofde man het slachtoffer, later valt hun verdenking op een professionele basketbalspeler Chris Coty. Deze had zijn eigen redenen om de vrouw en haar ongeboren kind uit de weg te ruimen omdat hij waarschijnlijk de biologische vader van het kind was. |                               |                    |                                          |                  | |
| 15. | Swept Away                    | James Quinn        | William M. Finkelstein                   | 28 februari 2001 | Adam Trese - Byron Stark Tom O'Rourke - Peter Behrens Maureen Mueller - Melanie Kaufman Matthew Arkin - Corey Kaufman Zachary Knighton - Paul Wyler Welker White - Aronson Charlie Day - Jeremy                                                                       |
| Wanneer een deelnemer aan een realityshow wordt vermoord gaan Green en Briscoe op onderzoek uit. McCoy wil nu de producenten en de eigenaren van de televisiezender aanklagen, dit omdat zij expres vijandigheden uitlokken voor de camera voor de kijkcijfers. De uitkomst van deze rechtszaak is afhankelijk van een opname van een verborgen camera. |                               |                    |                                          |                  | |
| 16. | Bronx Cheer                   | Richard Dobbs      | Richard Sweren Wendy Battles             | 14 maart 2001    | Keith David - Robertson Zach Grenier - mr. Hauser Ross Partridge - Gibson Salvatore Cavaliere - Pete Verona Peter Greene - Francis 'Taz' Partell Cynthia Hayden - Vera Shaeffer                                                                                       |
| Wanneer een vrouw dood gevonden wordt met een grote partij ecstasy in haar handtas gaan Green en Briscoe op onderzoek uit. Als zij een verdachte vinden, drugsdealer Francis 'Taz' Partell, kunnen zij geen waterdicht bewijs tegen hem vinden. Als zij een voormalige partner van Partell ondervragen dan krijgen zij nieuw bewijs in handen tegen Partell van een eerdere moord op een uitsmijter. |                               |                    |                                          |                  | |
| 17. | Ego                           | James Quinn        | Wendy Battles                            | 21 maart 2001    | Nestor Serrano - Alec Conroy Barbara Walsh - Deanne Conroy Gerry Bamman - Stan Gillum Alexandra Neil - Alice Marner Jane Elliot - Isabel Shore Bernie McInerney - rechter Michael Callahan                                                                            |
| Wanneer het dode lichaam van Karen Hall, een onderzoekster van de Criminal Division, wordt gevonden in de Hudson gaan Green en Briscoe op onderzoek uit. Zij komen erachter dat haar baas, Alec Conroy, een affaire met haar had, en dat hij bedreigingen heeft geuit naar haar tegen zijn psychiater. Door deze bevindingen wordt hij al snel de hoofdverdachte. |                               |                    |                                          |                  | |
| 18. | White Lie                     | Don Scardino       | Richard Sweren Aaron Zelman              | 4 april 2001     | Charlotte d'Amboise - Caryn Wyman Michael Gaston - Jim Wyman Michael Hobbs - Pat Conners Ruben Santiago-Hudson - advocaat Winters Thomas Lyons - Byrne Roscoe Orman - rechter vooronderzoek                                                                           |
| Wanneer een stel vermoord wordt gevonden in hun appartement gaan Green en Briscoe op onderzoek uit. Zij komen uit bij de vrouw van een officier in de United States Army die betrokken is bij een anti-drugs operatie in Colombia. De vrouw wordt ook verdacht van drugssmokkel vanuit Colombia, het vermoorde stel blijkt ook betrokken te zijn geweest bij de smokkel. Nu wacht McCoy een vervelende taak om de verdachte te laten getuigen in de rechtbank. |                               |                    |                                          |                  | |
| 19. | Whiplash                      | Richard Dobbs      | Matt Witten Aaron Zelman                 | 18 april 2001    | Matthew Sussman - dr. Jerome Raleigh Lee Shepherd - Barry Kaufer Christopher Patrick Mullen - Alan Petrie Doc Dougherty - Bill Reed |
| Wanneer een man van Hispanicse afkomst dood wordt gevonden gaan Green en Briscoe op onderzoek uit. Zij ontdekken dat hij en twee andere illegale emigranten een auto-ongeluk hebben opgezet. Zij ontdekken verder dat dit niet het eerste opgezette ongeluk was en dat zij betrokken waren bij verschillende verzekeringsfraudes, dit deden zij samen met een chiropractor, een verzekeringsagent en advocaten. Nu moet McCoy beslissen wie hij nu gaat vervolgen voor de dood van het slachtoffer, waarvan veel mensen profiteerde. |                               |                    |                                          |                  | |
| 20. | All My Children               | David Platt        | Barry Schindel Noah Baylin               | 2 mei 2001       | Henry Woronicz - Peter Wilder Deirdre O'Connell - Joanna Wilder Julianne Nicholson - Jessie Lucas Kristin Griffith - Brenda Lucas Fernando López - rechercheur Lopez Chip Zien - Steven Cromwell                                                                      |
| Wanneer een student wordt vermoord, gaan Green en Briscoe op onderzoek uit. Het onderzoek leidt hen naar een mysterieuze vrouw die de rijke vader van het slachtoffer afperste waarvan zij dacht dat hij ook haar vader was. |                               |                    |                                          |                  | |
| 21. | Brother's Keeper              | Constantine Makris | René Balcer Joe Gannon                   | 9 mei 2001       | Michael O'Keefe - Cally Lonegan / professor Donald Lonegan Robert John Burke - FBI agent Ron Innes Leland Gantt - FBI agent Jeff Washington Bryan Scott Johnson - Scott Tobias Teagle F. Bougere - Sebastian Waziri                                                   |
| Wanneer een zakenman wordt vermoord gaan Green en Briscoe op onderzoek uit. Zij ontdekken dat het slachtoffer een doelwit was van een bekende crimineel, maar het onderzoek loopt vast als blijkt dat de FBI het alibi is van de verdachte. Het onderzoek wordt nog ingewikkelder als blijkt dat de verdachte een tweelingbroer had en dat de beide broers een motief hadden voor de moord. Nu is het aan McCoy om uit te zoeken wie de echte dader is. |                               |                    |                                          |                  | |
| 22. | School Daze                   | Richard Dobbs      | Dick Wolf                                | 16 mei 2001      | Carey Lowell - Jamie Ross Robert Emmet Lunney - Bill Semple Mia Dillon - Patricia Semple Timothy Reifsnyder - Henry Semple Michael Shulman - Kevin Miller Doris Belack - rechter Margaret Barry                                                                       |
| Wanneer een schietpartij plaatsvindt op een highschool, vinden vier studenten de dood en verschillende raken gewond. Green en Briscoe gaan op onderzoek uit en komen er al snel achter dat verschillende studenten in het profiel van een verdachte passen. Een e-mail van een student leidt hun onderzoek naar een student met een gewelddadige achtergrond. In de rechtbank komt McCoy in harde aanvaring met Jamie Ross, de advocate van de verdachte en zijn oude assistente, die argumenteert dat de e-mail onder privacy valt en dus niet gebruikt mag worden in de rechtszaak. |                               |                    |                                          |                  | |
| 23. | Judge Dread                   | David Platt        | Richard Sweren Aaron Zelman              | 23 mei 2001      | Roxanne Hart - rechter Linda Karlin Michael Goodwin - John Karlin David Wohl - Randall Wylie Carolee Carmello - Janice Wylie Scott Sowers - Jimmy McGowan Tovah Feldshuh - Danielle Melnick                                                                           |
| Wanneer een moordaanslag wordt gepleegd op een harde rechter, gaan Green en Briscoe op onderzoek uit. Na een intensieve jacht op de dader komen zij uit bij een accountant die een moordenaar heeft ingehuurd voor de aanslag. McCoy brengt hem voor de rechter, maar krijgt het nog moeilijk om hem te laten berechten. |                               |                    |                                          |                  | |
| 24. | Deep Vote                     | Jace Alexander     | William N. Fordes Matt Witten            | 23 mei 2000      | Deborah Hedwall - Senator Anne Benton Joe Grifasi - James Linde Kate Jennings Grant - Kate Pierce Peter J. Fernandez - Matthew Coulter Michael Lucas - Elliot Krasner John Carter - rechter Harlan Newfield                                                           |
| Wanneer een vrouw wordt vermoord, gaan Green en Briscoe op onderzoek uit. Zij ontdekken dat het eigenlijke doelwit een verslaggeefster was, die een verhaal heeft geschreven over misvattingen tijdens een recente verkiezing voor de senaat. Carmichael wil dat de verslaggeefster haar bron prijsgeeft die de misvattingen heeft verteld, maar zij weigert dit, ook al kan dit haar leven kosten. Zonder deze bron is het moeilijk voor McCoy om de senator te vervolgen voor de moord. McCoy gelooft dat de senator banden heeft met de maffia en de moord heeft laten uitvoeren. De zaak hangt aan het feit van tweeduizend vermiste stembriefjes die waarschijnlijk zijn gestolen door de maffia. Als deze stembriefjes gevonden worden, komt er een rechtszaak over het feit of deze briefjes nog meegeteld moeten worden. McCoy gelooft dat deze briefjes kunnen aantonen dat dit het motief was voor de senator om de moord te laten plegen. De rechtbank zet daar een streep door en verwerpt de motie. Nu de rechtszaak virtueel dood is, wil de verslaggeefster toch haar bron onthullen en McCoy laat de bron nu getuigen tegen de senator. Ondertussen vertelt Carmichael aan McCoy dat dit haar laatste zaak is, omdat zij een andere baan heeft aangenomen.                                                                        |                               |                    |                                          |                  | |